# Аделаида Орлеанска
Аделаида Орлеанска (на френски: Adélaïde d'Orléans), родена Луиза-Мария-Аделаида-Евгения Орлеанска (на френски: Louise Marie Adélaïde Eugénie d'Orléans; * 23 август 1777, Париж, Кралство Франция; † 31 декември 1847, Тюйлери, Париж, Франция) е френска принцеса от дома на Орлеаните, по-малка сестра на френския крал Луи-Филип, което я прави ключова фигура по време на Реставрацията и Юлската монархия.
Носи титлите Мадмоазел дьо Шартър по рождение, Мадмоазел Орлеанска при смъртта на близначката ѝ през 1782 г., Мадмоазел (1783 – 1812) и Мадмоазел Адеаида (1830).

## Произход
Тя е дъщеря на херцога на Шартър и след това орлеански херцог Луи-Филип II (* 1747, † 1793), който по време на Френската революция става по-известен като Филип Егалите, и на съпругата му принцеса Луиза-Мария-Аделаида дьо Бурбон (* 1753, † 1821). Има трима братя и една сестра-близначка:
- Луи-Филип (* 1773, † 1850), крал на Франция (1830 – 1848), съпруг на Мария Амалия Бурбон-Неаполитанска, дъщеря на краля на Двете Сицилии – Фердинанд I.
- Франсоаз (* 1777, † 1782), нейна близначка
- Антоан-Филип Орлеански (* 1775, † 1807), херцог на Монпансие, принц по кръв от Дом Орлеан
- Луи-Шарл Орлеански (* 1779, † 1808), граф на Божоле, принц по кръв от Дом Орлеан

- Семейството на Аделаида Орлеанска
- Луи-Филип Орлеански, 
баща
- Луиза-Мария-Аделаида дьо Бурбон, 
майка
- Луи-Филип I,
 брат
- Антоан-Филип,
 брат
- Луи-Шарл, 
брат

## Биография

### Начални години и Френската революция
Аделаида е родена в Пале Роял, Париж, на 23 август 1777 г. и е благословена същия ден, по същото време като сестра си близначка Франсоац, мадмоазел Орлеанска, от Жан-Батист Талон, капелан на херцога на Орлеан. На 19 април 1789 г. е кръстена в Кралския параклис на Версайския дворец от Луи-Жозеф дьо Монморанси-Лавал, велик капелан на Франция. Подобно на братята ѝ Луи-Филип и Антоан-Филип, неин кръстник е крал Луи XVI, а кръстницата – кралица Мария-Антоанета.
Тя е възпитана според либералните принципи на нейната гувернантка Стефания Фелицита, графиня дьо Жанли – принципи, които също се превръщат в нейно собствено политическо убеждение. Също така се научава да свири на арфа от нея и има репутацията, че владее много добре този инструмент. Аделаида получава отлично, но и много сурово образование, научава се да спи на твърдо легло и да става в 6 часа всеки ден. Дълбоко е привързана към гувернантката си. Искането на майка ѝ да бъде сменена графиня дьо Жанли, макар и безуспешно, според сведенията е причина за голямо безпокойство за самата нея.
Обмисляно е тя да сключи брак с херцога на Ангулем Луи XIX, но плановете са възпрепятствани от кралица Мария-Антоанета. По-късно е обмислян брак с херцога на Бери Шарл-Фердинанд, което също не се осъществява.
По време на Френската революция дьо Жанли я води в радикалния клуб Корделиер. През 1791 г. баща ѝ моли гувернантката да я заведе в Англия за нейната безопасност. Година след това той ги вика обратно, за да предотврати поставянето на името на Аделаида в списъка на емигрантите. Когато пристигат обаче дьо Жанли открива, че Аделаида вече е в списъка и баща ѝ, чието политическо положение се е влошило, я моли отново да изведе Аделаида от страната.

### Живот в изгнание
През 1792 г. тя напуска Франция с дьо Жанли и отива в Австрийска Нидерландия и след това в Швейцария, където е настанена в манастир в Бремгартен. По време на Големия терор баща ѝ е гилотиниран, а майка ѝ е прогонена в Испания. Някъде през пролетта на 1794 г. Аделаида се премества в дома на леля си, принцесата на Конти – Мария-Фортуна д'Есте. Те се преместват в Бавария през 1798 г. и след това в Братислава, а през 1801 г. тя се присъединява към майка си в Барселона, Испания. Отношенията с нея не са добри, тъй като тя не одобрява връзката на майка си с Жак-Мари Рузе, неин канцлер.
На 25 ноември 1809 г. тя и майка ѝ присъстват на сватбата на брат ѝ Луи-Филип с Мария-Амалия Бурбон-Неаполитанска и Сицилианска в Палермо, Сицилия. След сватбата тя не се връща с майка си в Испания, а предпочита да живее с брат си и зълва си в Палацо Орлеан в Палермо. Тя е описвана като напълно отдадена на брат си и семейството му: обединена със зълва си във взаимната им любов и загриженост за него и втора майка за децата му.

### Завръщане във Франция
След падането на Наполеон през 1814 г. тя се завръща с брат си и семейството му в Париж и се установява с тях в Пале Роял. По време на Реставрацията на Бурбоните Пале Роял е описан като център на социалния живот на висшето общество в столицата и според сведенията, въпреки факта, че обичаят повелява тя като неомъжена жена да живее на заден план, тя поема ролята на домакиня вместо по-сдържаната ѝ зълва.
Аделаида е описана като твърда, интелектуална и откровена и е водеща сила в семейните съвети на Дом Орлеан. Нейната лоялност към брат ѝ е описана като дължима на факта, че рано отделена от семейството си, тя е била третирана резервирано по време на изгнанието си поради политическите действия на баща ѝ по време на революцията, а брат ѝ е първият човек, на когото може да прехвърли обичта си. Луи-Филип, от своя страна, разчита на нейната интелигентност и лоялност, прави я свой довереник и се вслушва в съветите ѝ, и следователно тя упражнява голямо политическо влияние върху него. Възпитана като либерал, тя подкрепя идеята за конституционна монархия и представително управление.
Принцесата не е в добри отношения с управляващото семейство Бурбон, поради техните реакционни идеи, а също и поради враждебността, проявена от Орлеанската линия, и към нея особено от Мария Тереза Шарлота Бурбон-Френска. Аделаида, а не брат ѝ, е описана като активен ръководител на фракцията на Орлеаните и тя има активното желание и амбиция да го направи монарх. В апартамента си в Пале Роял тя е домакин на салон, който става център на либералната опозиция срещу режима. Използвайки голямото си лично състояние, тя подкрепя либералната преса и различни политически актьори, художници, интелектуалци и влиятелни фигури, за да се събере подкрепа за брат си, сред които е и Шарл Морис дьо Талейран.

### Юлска монархия
Когато Луи-Филип става крал на Франция по време на царуването, известно като Юлската монархия (1830 – 1848), тя е известна като Мадам Аделаида. През целия си живот е негов верен съветник или, на езика на XIX век, неговата „Егерия“. Твърди се, че именно тя го насърчава да приеме короната по време на Юлската революция и нейното влияние продължава необезпокоявано по време на неговото управление. Когато вълненията последват публикуването на Наредбите през 1830 г. и избухват в Юлската революция в Париж, семейство Орлеан е в провинциалното си имение в Ньой.
Аделаида убеждава Луи-Филип, че моментът е подходящ за него да се постави като водач на опозицията срещу абсолютната монархия на Шарл X и да се представи като кандидат за конституционна монархия, между непопулярната абсолютна монархия и републиканизма. С това тя побеждава мнението на своята зълва Мария-Амалия, която е лоялна към управляващия по-стар клон. Когато идват слухове, че роялистите ще арестуват Луи-Филип, той се евакуира в Льо Ренси и децата са изпратени във Вилиер-Котере, но Аделаида и Мария-Амалия остават в Ньой. Когато делегация пристига в Ньой и предлага на Луи-Филип короната, Мария-Амалия отказва предложението от свое име и от името на съпруга си като обида, упреквайки Шефер и Адолф Тиер, че са ги обидили с това. Аделаида обаче го приема с аргумента, че брат ѝ ще направи всичко, за да предотврати анархията в страната, която обича. Тиер приема отговора на Аделаида, а не този на Мария-Амалия с думите: „Мадам, Вие дадохте короната на вашето семейство“. Следват няколко други посещения от хора, които молят Луи-Филип да приеме короната: на всички Мария-Амалия отговаря, че Луи-Филип е честен човек и следователно не може да го направи, докато Аделаида ѝ противоречи, заявявайки, че предложението трябва да се направи на Луи-Филип от Камарата на депутатите; и ако той се поколебае, тя сама ще отиде в Париж и ще приеме короната вместо него. Скоро след това Камарата на депутатите вика Луи-Филип в Париж, за да му представи официално преложението си. Смята се, че той е приел короната до голяма степен заради Аделаида.
На 6 август 1830 г. тя и нейната зълва присъстват на трибуната на церемонията в камерите в Париж, когато Луи-Филип е обявен за крал на Франция. Двете посещават ранените по време на революцията и ги подкрепят финансово. През октомври 1830 г. тълпа нахлува в Пале Роял и се правят многократни опити за екзекутиране на министрите от предишния режим, което е отказано от Луи-Филип. Когато маршал Жерар отбелязва, че ще бъде трудно да ги спасят, тя отговаря: „Добре, мосю, тогава всички ще загинем при опита“.
По време на управлението си Луи-Филип я посещава всеки ден, обсъжда с нея държавните и семейните въпроси и следва нейните съвети. Следователно нейната смърт се смята за голяма загуба не само в емоционален, но и в политически мащаб. Аделаида Орлеанска умира на 31 декември 1847 г. в Тюйлери, два месеца преди абдикацията на Луи-Филип на 24 февруари 1848 г. в резултат на Февруарската революция. Тя е погребана в семейната гробница на Орлеан в Кралския параклис на Дрьо.

## Брак и потомство
Редица публикации в английската преса през 1830-те г. показват, че Аделаида е била тайно омъжена за генерал Ателин, адютант на Луи-Филип. Съвременните генеалогични източници (например "An Online Gotha" от П. Тиров) споменават този брак с въпросителен знак; други смятат принцеса Аделаида за неомъжена.

## Художествена дейност
- Аделаида получава уроци по рисуване от Пиер-Жозеф Редуте и в резултат на това провежда някои високо ценени ботанически изследвания.[10]

- Хербариумът, който тя е съставила между 1845 и 1847 г., е закупен от държавата в полза на Музей „Луи-Филип“ на замъка на Йо по време на публична продажба в Париж през 2019 г.

- През 1826 г. Анри-Антоан Жак ѝ посвещава розов храст на име Adélaïde d'Orléans.

- Лятна китка
- Теменуги, грамофончета и единични хризантеми, 1821 г.
- Роза „Аделаида Орлеанска“

## Аделаида Орлеанска в изкуството
- Мраморен бюст на скулптора Жак-Огюстен Дийодоне (1795 – 1873) в Музей „Конде“ на Замъка на Шантийи.
- Портрет в цял ръст от Франсоа Жерар, картина, създадена през 1820 г. по инициатива на Луи-Филип, херцог на Орлеан, за Замъка на Йо; копие се съхранява от Центъра за национални паметници на Франция (CMN). Оригиналът на картината в цял ръст на Жерар е унищожен в Тюйлери през 1848 г. при падането на Юлската монархия.
- Портрет, нарисуван от Огюст дьо Крьоз през 1838 г. и негово копие, в увеличен изглед, от жанровата художничка Мари-Амели Коние (1798 – 1869).
- Медальон от слонова кост от сър Уилям Чарлз Рос (1794 – 1860)14, № 14 от каталога на изложбата „Английско изкуство в колекциите на Института на Франция“.

- Аделаида Орлеанска от Джоузеф Таси
- Портрет на Аделаида Орлеанска от Огюст дьо Крьоз
- Аделаида Орлеанска
- Принцеса Аделаида Орлеанска
- Аделаида Орлеанска, 1776
- Франсоа Орлеански, принц дьо Жоанвил (третия син на крал Луи-Филип) с леля си мадам Аделаида Орлеанска
- Мадам Аделаида Орлеанска приема кралица Виктория и принц Алберт в Chateau d'Eu
- Портрет на Аделаида Орлеанска ("Madame Adélaide" от Франсоа Жерар)
- Аделаида Орлеанска
- Аделаида Орлеанска
- Аделаида Орлеанска
- Аделаида Орлеанска
- Аделаида Орлеанска